# Birkarlarna
För den medeltida gruppen, se Birkarlar
Hembygdsföreningen Birkarlarna är en hembygdsförening ("nationsförening") som grundades 25 mars 1934 vid Norrlands nation i Uppsala. 
Föreningen vänder sig till manliga studenter som är födda eller uppväxta i Norrbottens län eller Västerbottens län. Birkarlarnas möten, som kallas för stämmor, brukar i de allra flesta fall hållas på Norrlands nation. Förutom stämmor deltar Birkarlarna också i många andra evenemang och många arbetar aktivt på olika förtroendeposter på Norrlands nation. En birkarl kan som kännetecken bära ett renmärgben runt halsen.

## Stämmor
Birkarlarna samlas åtta gånger per år för att äta norrländsk mat och diskutera. De åtta stämmorna i kronologisk ordning är: Älgstämman, Paltstämman, Blötastämman, Rödingstämman, Pyttstämman, Märgbenstämman, Sommarstämman samt Surströmmingsstämman.

## Renneth
Birkarlarenneth (renneth) anses inom föreningen ceremoniellt som världens (absolut) hårdaste skidtävling. Det genomförs i slutet av januari eller tidig februari varje år på gräsmattan mellan fastigheterna Studentvägen 22 och Studentvägen 24 på Norrlands nation studentbostadsområde i Uppsala. 
Deltagarna tävlar i lag på ca 3-5 stycken där varje lag väljer ett tema som de sedan klär ut sig efter samt bygger en farkost till. Det finns inga speciella regler för hur denna farkost skall konstrueras förutom att man måste minst ha en skida med sig (därav skidtävling). Ett väl genomarbetat tema brukar generera mycket uppskattning från Birkarlarna som själva ställer upp med ett lag som ceremoniellt alltid vinner. Deltagarna måste passera ett antal utplacerade vätskekontroller och inta serverad dryck. Efter tävlingen intas middag på Norrlands nation för alla deltagare. Efterföljande disco har eftersläpp och stänger klockan 4 på natten.

## Protektorat
1984 grundades Ärkeprotektoratet, som är en underavdelning till Birkarlarna vars medlemmar huvudsakligen är birkarlar som flyttat upp till Norrland igen. Avdelningen håller en egen Märgbensstämma och en egen variant av Renneth.
2007 bildades Protektorat Syd i Danmark, vilket lyder under Ärkeprotektoratet och håller regelbunden verksamhet i hela Danmark.
2010 bildades Ärkekantonatet i Schweiz sektion Bonn i Bonn i Tyskland av en tysk medborgare som varit aktiv i Birkarlarna i Uppsala. Den tyska avdelningen håller stämmor och bedriver annan verksamhet som syftar till att lära tyska medborgare nordnorrländsk kultur.